# Bulbophyllum foetidilabrum
Bulbophyllum foetidilabrum é uma espécie de orquídea (família Orchidaceae) pertencente ao gênero Bulbophyllum. Foi descrita por Paul Ormerod em 2001.